# Efecte Doppler relativista

Diagrama del desplaçament cap el roig quan el focus de llum s'allunya de l'observador (part superior) i desplaçament cap el blau quan el focus s'aproxima a l'observador..

L'efecte Doppler relativista és el canvi observat en la freqüència de la llum procedent d'una font en moviment relatiu respecte de l'observador.
Si la freqüència de la llum emesa es desplaça cap el roig s'anomena desplaçament cap el roig o decalatge cap el roig. Si la freqüència de la llum emesa es desplaça cap el blau s'anomena desplaçament cap el blau o decalatge cap el blau.
El canvi en freqüència observat ve donat per la següent expressió general:
{\displaystyle f_{o}=f_{e}{{\sqrt {1-\beta ^{2}}} \over 1+\beta \cos \theta }}
on:
{\textstyle f_{o}} = freqüència observada,
{\textstyle f_{e}} = freqüència emesa,
{\textstyle \beta =v/c}, amb {\displaystyle v} = velocitat de la font i {\textstyle c} = velocitat de la llum.
{\displaystyle \theta } = angle entre la direcció del moviment i la direcció d'observació. Si el focus s'allunya en la mateixa direcció és {\displaystyle \theta =0^{\circ }}, i si s'aproxima en la mateixa direcció és {\displaystyle \theta =180^{\circ }}.

## Efecte Doppler longitudinal
L'efecte Doppler relativista és diferent de l'efecte Doppler d'un altre tipus d'ones, com ara el so, pel fet que la velocitat de la llum és constant per a qualsevol observador independentment del seu estat de moviment. Al seu torn, requereix per a la seva explicació el maneig de la teoria de la relativitat especial.

### Cas 1: Focus de llum allunyant-se de l'observador
Si el focus de llum s'allunya de l'observador és {\displaystyle \theta =0^{\circ }} i {\displaystyle \cos 0^{\circ }=1}. Operant la fórmula general queda:
{\displaystyle f_{o}=f_{e}{{\sqrt {1-\beta ^{2}}} \over 1+\beta \cos \theta }=f_{e}{{\sqrt {1-\beta ^{2}}} \over 1+\beta }=f_{e}{{\sqrt {(1+\beta )(1-\beta )}} \over {\sqrt {(1+\beta )(1+\beta )}}}=f_{e}{{\sqrt {1-\beta }} \over {\sqrt {1+\beta }}}}{\displaystyle f_{o}=f_{e}{\sqrt {\frac {1-v/c}{1+v/c}}}}

### Cas 2: Focus de llum apropant-se a l'observador
Si el focus de llum s'aproxima a l'observador és {\displaystyle \theta =180^{\circ }} i {\displaystyle \cos 180^{\circ }=-1}. Operant queda:
{\displaystyle f_{o}=f_{e}{{\sqrt {1-\beta ^{2}}} \over 1+\beta \cos \theta }=f_{e}{{\sqrt {1-\beta ^{2}}} \over 1-\beta }=f_{e}{{\sqrt {(1+\beta )(1-\beta )}} \over {\sqrt {(1-\beta )(1-\beta )}}}=f_{e}{{\sqrt {1+\beta }} \over {\sqrt {1-\beta }}}}{\displaystyle f_{o}=f_{e}{\sqrt {\frac {1+v/c}{1-v/c}}}}

Diferents escenaris on s'observa l'efecte Doppler transversal i els desplaçament observats: a) El focus s'aproxima a l'observador seguint una perpendicular a la direcció d'observació; b) el focus s'allunya en perpendicular a la direcció d'observació; c) l'observador orbita un focus; d) el focus orbita l'observador.

A aquest dos casos se'ls anomena efecte Doppler longitudinal i en el seu límit no relativista condueixen a l'efecte Doppler newtonià. Es compleix quan {\textstyle \beta \ll 1} i es pot negligir doncs {\displaystyle \beta ^{2}}:
{\displaystyle f_{o}=f_{e}{{\sqrt {1-\beta ^{2}}} \over 1+\beta \cos \theta }=f_{e}{1 \over 1\pm \beta }={f_{e} \over 1\pm {v \over c}}}

## Efecte Doppler transversal
Aquesta situació no es produeix per a l'efecte Doppler newtonià i és dona quan {\displaystyle \theta =90^{\circ }} i {\displaystyle \cos 90^{\circ }=0}. Això és, quan la línia d'observació és perpendicular al moviment del focus. En aquest cas la fórmula és:
{\displaystyle f_{o}=f_{e}{{\sqrt {1-\beta ^{2}}} \over 1+\beta \cos \theta }=f_{e}{\sqrt {1-\beta ^{2}}}=f_{e}{\sqrt {1-{v^{2} \over c^{2}}}}}

## Aplicacions

Animació del moviment de les línies espectrals procedent d'una estrella orbitada per un exoplaneta

L'ús més important de l'efecte Doppler relativista és en astronomia. La llum emesa pels àtoms d'una galàxia, el seu espectre atòmic, es veu desplaçada cap al roig per a la majoria de galàxies i com més allunyades major és el desplaçament. L'astrònom Edwin Hubble (1889-1953) realitzà gran quantitat de mesures i confirmà que quasi totes les galàxies s'allunyen de nosaltres, la qual cosa s'interpreta com que l'univers està en expansió. Per altra banda, des de finals del segle XX s'ha emprat per localitzar exoplanetes. Els exoplanetes provoquen un moviment de balanceig de la seva estrella a la qual orbiten. Des de la Terra es pot estudiar la component radial de la velocitat de les estrelles perquè el seu espectre atòmic es va desplaçant de blau a roig i de roig a blau. D'aquesta observació se'n poden deduir algunes de les seves característiques (massa, període orbital, distància a l'estrella i excentricitat), sense observar directament l'exoplaneta.